# Radijski dnevnik
Radijski dnevnik je osrednja večerna informativna oddaja Radia Slovenija. Na sporedu je vsak delavnik ob 18.30. V oddaji so obravnave informativne vsebine iz slovenske državne in lokalne ravni ter sveta. Do leta 2021 je bila oddaja na sporedu ob 19. uri.

## Vsebina
V živo jo prenašajo programi Prvi, Val 202, Radio Maribor in Radio Koper. Oddajo, dolgo okoli 20 minut, bereta voditelj in napovedovalec. Zaključi s športnim delom, ki ga vodi novinar športne redakcije. Poleg prispevkov so v oddaji mestoma tudi krajši pogovori, denimo z drugimi novinarji ali dopisniki.